# Christian de Duve

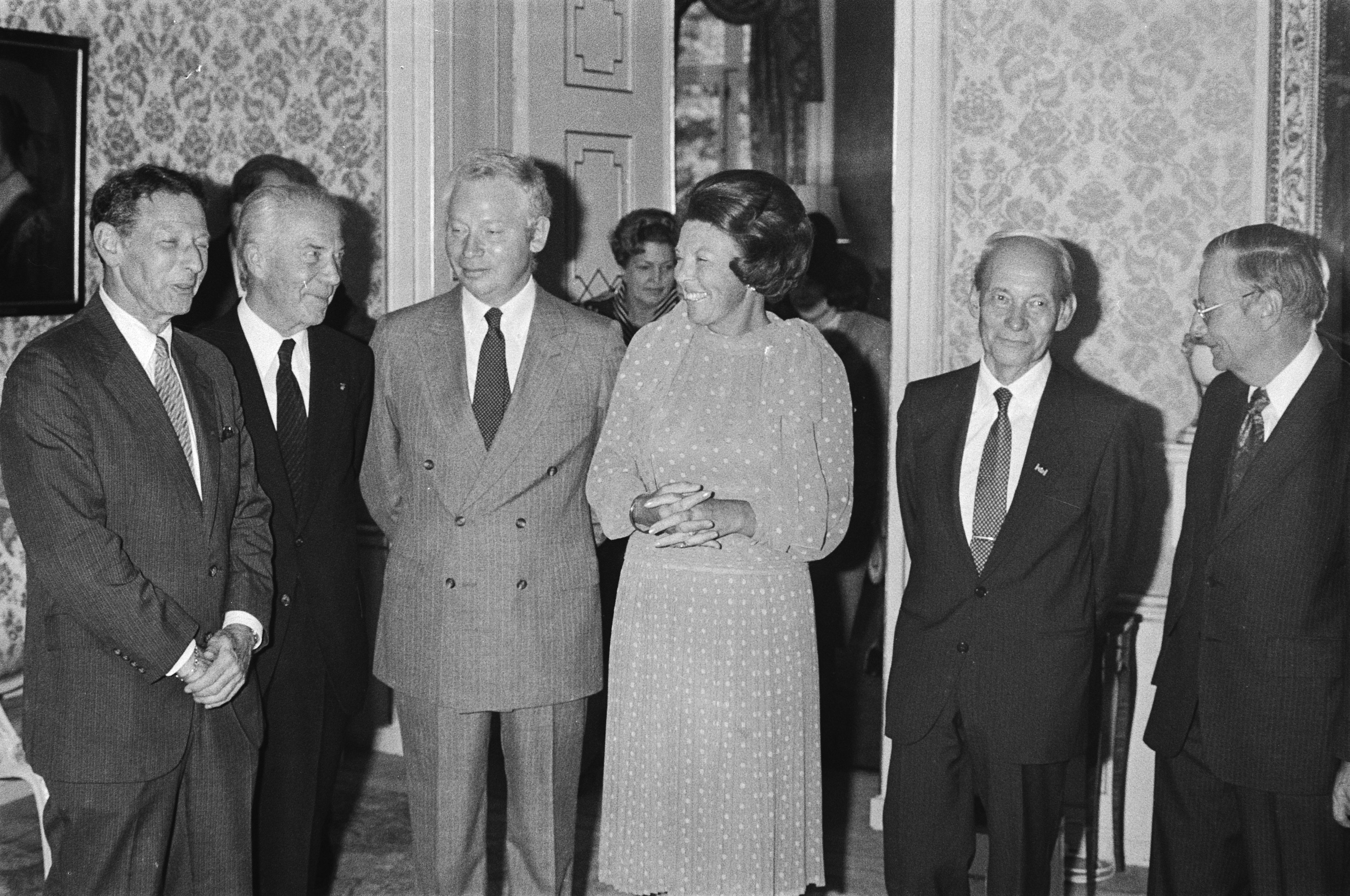
Königin Beatrix begegnet fünf Nobelpreisträgern (1983): Paul Berg, Christian de Duve, Steven Weinberg, Manfred Eigen und Nicolaas Bloembergen

Christian René de Duve (* 2. Oktober 1917 in Thames Ditton, Vereinigtes Königreich; † 4. Mai 2013 in Nethen) war ein belgischer Biochemiker, Zellforscher und Nobelpreisträger.

## Leben und Werk
Christian de Duve stammt aus einer belgischen Adelsfamilie. Seine Familie (v. Duve) stammte aus Hannover und ließ sich nach der Schlacht bei Waterloo in Belgien nieder. Seine Eltern waren während des Ersten Weltkrieges nach England geflüchtet und kehrten 1920 mit ihm nach Antwerpen zurück. 1941 schloss er sein 1934 begonnenes Medizinstudium an der Katholischen Universität in Löwen mit dem Doktortitel ab.
Nach Studienaufenthalten in Stockholm und Washington wurde er 1951 Professor in Löwen. Er entdeckte zwei neue Zellbestandteile: die Lysosomen, Bläschen, worin sich hydrolytische Enzyme befinden, die defekte oder überflüssig gewordene Zellorganellen oder von außerhalb der Zelle in Nahrungsvakuolen aufgenommene Stoffe abbauen, sowie die Peroxisomen, die ebenfalls eine Entgiftungsfunktion haben.
1960 erhielt er den Francqui-Preis, einen renommierten belgischen Wissenschaftspreis, für seine Arbeiten zur Biochemie.
1962 wurde er Professor am Rockefeller-Institut in New York, wo Albert Claude in den 1940er Jahren die ersten elektronenmikroskopischen Forschungen an Zellen durchführte und wo George Emil Palade tätig war.
Seit 1963 war er korrespondierendes und seit 1975 ordentliches Mitglied der Académie royale des Sciences, des Lettres et des Beaux-Arts de Belgique. 1971 wurde de Duve in die American Academy of Arts and Sciences gewählt. Seit 1973 war er Mitglied der Deutschen Akademie der Naturforscher Leopoldina, seit 1975 Mitglied der National Academy of Sciences. 1988 wurde er zum auswärtigen Mitglied der Royal Society gewählt. 1991 erfolgte die Aufnahme in die American Philosophical Society.
1974 erhielt er, zusammen mit Claude und Palade, den Nobelpreis für Physiologie oder Medizin für seine Untersuchungen zur Struktur und Funktion der Organisation der Zelle. Im gleichen Jahr gründete er das Internationale Institut für Zell- und Molekularpathologie (ICP) in Brüssel, in dessen Leitung er bis zu seinem Tode involviert war. 1967 erhielt er den Canada Gairdner International Award. 1989 erhielt er die E. B. Wilson Medal und wurde zum Mitglied in die Academia Europaea gewählt.
Am 4. Mai 2013 machte er von der in Belgien legalisierten Sterbehilfe Gebrauch.

## Veröffentlichungen
- A guided tour of the living cell. Scientific American Books, New York 1984, ISBN 0-7167-5002-3.
  - Die Zelle. Expedition in die Grundstruktur des Lebens. Spektrum der Wissenschaft, Heidelberg 1986, ISBN 3-922508-79-0.
- Blueprint for a cell: The nature and origin of life. Neil Patterson Publishers, Burlington 1991, ISBN 0-89278-410-5.
  - Ursprung des Lebens. Präbiotische Evolution und die Entstehung der Zelle. Spektrum Akademischer Verlag, Heidelberg/Berlin/Oxford 1994, ISBN 3-86025-187-2.
- Vital dust: Life as a cosmic imperative. Basic Books, New York 1995, ISBN 0-465-09044-3.
  - Aus Staub geboren. Leben als kosmische Zwangsläufigkeit. Spektrum Akademischer Verlag, Heidelberg/Berlin/Oxford 1995, ISBN 3-86025-352-2; Rowohlt, Reinbek 1997, ISBN 3-499-60160-5.
- Life evolving: Molecules, Mind, and Meaning. 2002, ISBN 0-19-515605-6.
- Singularities: Landmarks in the Pathways to Life. 2005, ISBN 978-0-521-84195-5.
- Genetics of original sin: The Impact of Natural Selection on the Future of Humanity. Yale University Press, New Haven 2010, ISBN 978-0-300-16507-4.
  - Die Genetik der Ursünde. Die Auswirkung der natürlichen Selektion auf die Zukunft der Menschheit. Spektrum Akademischer Verlag, Heidelberg 2011, ISBN 978-3-8274-2708-3.